# Hussein Fardust

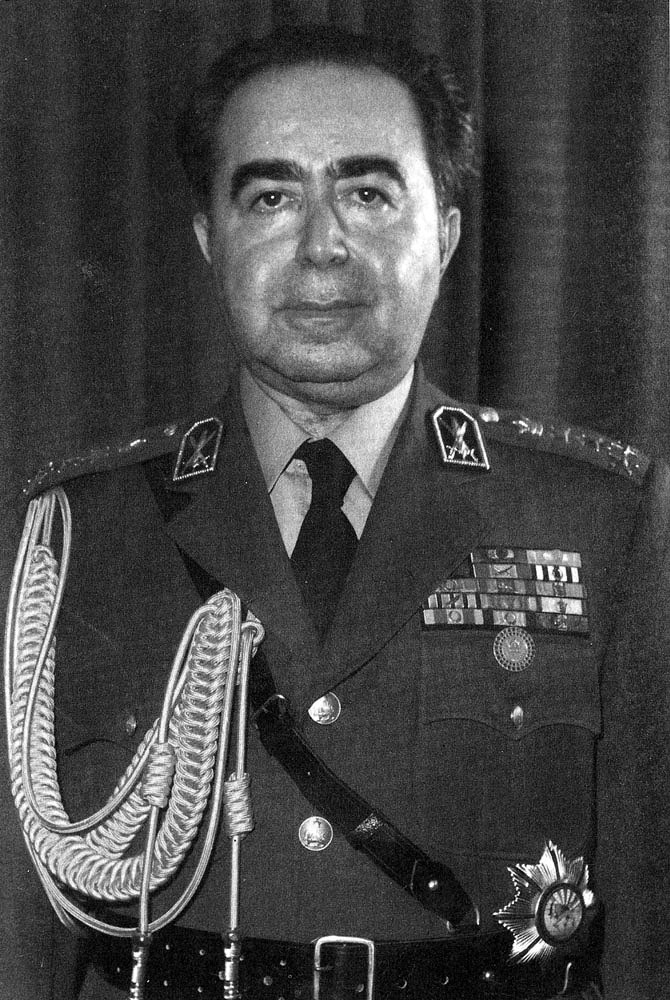
Hossein Fardust

Hossein Fardust (persisch حسین فردوست; * 1917 in Teheran; † 1987) war ein enger persönlicher Freund und Vertrauter von Schah Mohammad Reza Pahlavi, stellvertretender Direktor des SAVAK und Leiter der Imperial Inspectorate Organisation. Nach der Islamischen Revolution wurde er vom Revolutionsrat beauftragt, die Nachfolgeorganisation des SAVAK, den SAVAMA, später umbenannt in VEVAK, aufzubauen und als dessen erster Direktor zu fungieren.

## Leben
Hossein wurde im Jahr 1917 als Sohn eines Leutnants der iranischen Armee geboren. Mit acht Jahren besuchte er eine Grundschule, die Kinder des Militärs auf eine spätere Laufbahn in der Armee vorbereitete. Als Reza Schah entschied, auf dem Palastgelände eine Schulklasse einrichten zu lassen, an deren Unterricht auch sein Sohn Mohammad Reza teilnehmen sollte, wurde Hossein Fardust als einer der Klassenkameraden für Mohammad Reza ausgewählt. Mohammad Reza und Hossein wurden rasch Freunde, und ab 1931 besuchte Hossein Fardust als enger Schulfreund des jungen Prinzen zusammen mit Mohammad Reza das Schweizer Internat Le Rosey. Der Hof übernahm das Schulgeld und alle weiteren Ausgaben. Nach fünf Jahren kehrten Hossein und Mohammad Reza in den Iran zurück.
Nach seiner Rückkehr in den Iran schrieb sich Hossein Fardust in die Offiziersakademie der iranischen Armee ein und besuchte wiederum dieselbe Klasse wie Mohammad Reza Pahlavi. Das Leben von Hossein Fardust änderte sich vollständig, als Mohammad Reza Pahlavi die Nachfolge seines Vaters als Schah antrat. Hossein Fardust genoss, wie Mohammad Reza später bestätigte, sein vollstes Vertrauen. Er habe seine heutige Position allein durch seine Verdienste erworben.
Als 1951 Mohammad Mossadegh Premierminister des Iran wurde, war Hossein Fardust einer der Ersten, die den Iran auf Anweisung Mossadeghs verlassen mussten. Er ging nach Paris und begann ein Studium der Rechtswissenschaft. In Paris wandte sich Fardust an einen iranischen Teppichhändler namens Saberi, um sich Geld für seinen weiteren Aufenthalt in Frankreich zu leihen. Saberi galt als Anlaufstelle für in Frankreich gestrandete Iraner und half großzügig mit Geld aus. Auch Fardust lieh Saberi Geld und freundete sich mit ihm an. Wie sich später herausstellen sollte, arbeitete Saberi für den sowjetischen Geheimdienst KGB. Sollte es der Wahrheit entsprechen, dass Hossein Fardust später für den KGB gearbeitet hat, war es wohl Saberi, der ihn angeworben hat.
Nach dem Sturz Mossadeghs kehrte Fardust in den Iran zurück und nahm wieder seine Position als Vertrauter des Schahs ein. Premierminister Fazlollah Zahedi erhielt einen glaubhaften Bericht des iranischen Militärgeheimdienstes, dass Fardust mit ausländischen Geheimdiensten zusammenarbeite. Zahedi legte den Bericht dem Schah vor, der diesen ärgerlich zurückwies und sich darüber beklagte, dass die Regierung ihm nicht einmal einen einzigen persönlichen Freund gönnen wolle.
Als 1957 der SAVAK gegründet wurde, wurde Hossein Fardust Leiter des Koordinierungsbüros der Geheimdienste Irans (Daftār-e Vijeh (Spezialbüro)). In diesem Büro liefen alle geheimen Berichte ein und wurden von Fardust für den Schah ausgewertet und zusammengefasst. Aus dem Koordinierungsbüro entwickelte sich später ein weiteres Kontrollbüro, die Imperial Inspectorate Organisation, eine knapp 200 Mitarbeiter zählende Organisation, die nur dem Schah Rechenschaft schuldig war und die die Option hatte, alle Unterlagen und Auskünfte über jede Person einzuholen. Fardust behielt diese Position bis zum Sturz des Schahs.
Bis Mitte der siebziger Jahre traf Fardust täglich den Schah, um ihn persönlich über die wichtigsten Details der Geheimdienstberichte zu informieren. Warum Schah Mohammad Reza Pahlavi Hossein Fardust zwei bis drei Jahre vor seinem Sturz nicht mehr persönlich empfangen wollte, ist bis heute unklar. Fardust behielt seine Position, sah sich aber nun gezwungen, dem Schah täglich schriftliche Berichte abzuliefern. Die persönliche Freundschaft, die Mohammad Reza und Hossein so viele Jahre verbunden hatte, war sichtbar zerbrochen. Einige der bedeutendsten Generäle der iranischen Armee arbeiteten für einige Zeit unter der Führung von Hossein Fardust im Daftār-e Vijeh, darunter auch General Abbas Garabagi, der als oberster Befehlshaber der iranischen Teilstreitkräfte fungierte, als der Schah im Januar 1979 den Iran verließ, und der mit seiner Entscheidung, den letzten vom Schah vorgeschlagenen und vom Parlament bestätigten Premierminister Schapur Bachtiar gegen den von Chomeini in eigener Machtvollkommenheit parallel zu Bachtiar ernannten Premierminister Mehdi Bāzargān nicht weiter zu unterstützen, zum Erfolg der Revolution beitrug. Fardust nutzte ganz offensichtlich die letzten Jahre seines Amtes, um enge Verbindungen zu Generälen der iranischen Streitkräfte zu knüpfen, die dem Schah kritisch gegenüberstanden und die in der ersten Phase der Islamischen Revolution eine entscheidende Rolle bei der Auflösung der alten Machtstrukturen der konstitutionellen Monarchie Irans spielen sollten. Allein die Tatsache, dass die Generäle Hossein Fardust und Abbas Garabagi die Islamische Revolution unbeschadet überlebten, obwohl sie lange Jahre mit dem Schah zusammengearbeitet hatten, gilt für viele als Beleg für ihre Verstrickung in die Islamische Revolution. Als sich im Jahr 1978 die Protestaktionen gegen den Schah intensivierten und Fardust von Offizieren und Politikern angesprochen wurde, endlich etwas zu unternehmen, um Chomeini zu stoppen, erklärte Fardust: „Das ist vollkommen nutzlos, jetzt irgendetwas zu unternehmen. Der Schah hat sich schon vor langer Zeit schuldig gemacht, Recht und Gesetz zu brechen. Es ist höchste Zeit, dass er nun den Preis dafür bezahlt.“
Den Sturz des Schahs überstand Generaloberst Fardust – sein Kapitaltransfer ins Ausland betrug bis Ende 1978 nur 12 Millionen DM –, indem er rechtzeitig mit dem Revolutionsrat Kontakt aufnahm und sich anwerben ließ. Bis 1985 fand er die Gnade Chomeinis. Ein bzw. zwei Mal soll Fardust Chomeini vor Attentaten gewarnt und damit sein Leben gerettet haben. Eine Verbindung zu Moskau, angeblich stand er auf der Gehaltsliste des KGB, bedeutete jedoch das Ende seiner Karriere. 1987 starb er angeblich an Herzversagen.

## Schriften
- The Rise and Fall of the Pahlavi Dynasty: Memoirs of Former General Hossein Fardust. Motilal Banarsidass. Delhi 1999, ISBN 978-81-208-1642-8.